# Madrid–Valladolid nagysebességű vasútvonal

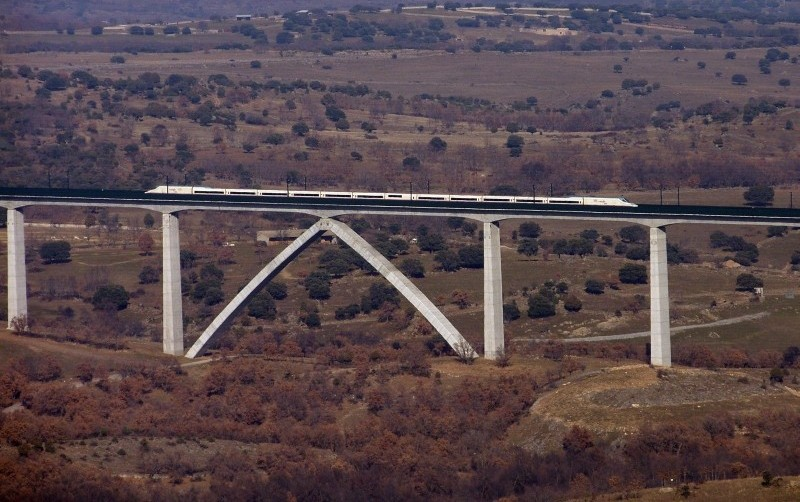
Viadukt a vonalon

A Madrid–Valladolid nagysebességű vasútvonal egy 179,5 km hosszú, normál nyomtávú, kétvágányú, 25 kV 50 Hz-cel villamosított spanyol nagysebességű vasútvonal, mely 2007. december 23-án nyílt meg. A vonal 42,1 km hosszan alagútban és 2 km hosszan hídon halad. A vonal a korábbi 2½ órás vonatutat 56 percre csökkentette, ez 192 km/h-s átlagsebességet jelent az AVE vonatok számára.
A vonalon található Spanyolország leghosszabb alagútja is, a 28 km hosszú Guadarrama-alagút.